# 화춘군
화춘군 이정(花春君 李瀞, 1649년 ~ 1708년)은 조선의 왕족 종실 겸 문신이자 무관 겸 정치인이다.

## 생애
선조 임금의 증손자(曾孫子)이며 선조 임금의 서자(庶子)인 인성군 이공의 손자(孫子)인 그는 해원군 이건의 슬하 4남 3녀 가운데 3남(三男)으로 출생하였는데 자라서 학행과 효행으로 천거되어 1670년에는 왕족 종실 신분으로 관직에 입직 출사하여 일찍 관직에 진출하여 문관 겸 무관과 정치인을 지내며 명의대부(明義大夫)와 오위도총부 도총관(五衛都總府 都總管)의 지위에 이르렀다.